# Auty
Auty là một commune of the Tarn-et-Garonne department in the Occitanie region in southern Pháp.